# 지도림

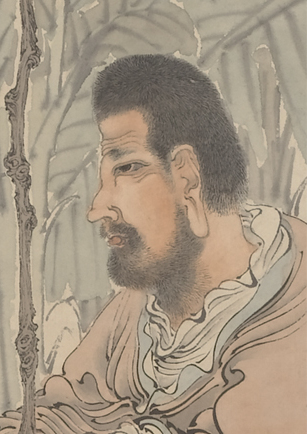

지도림(支道林, 314 ~ 366)은 중국 위진남북조시대 동진의 고승이다. 하내(河內) 임려(林慮) 출신.
본명은 둔(遁)으로 도림은 그의 자(字)이다. 그가 진류(陳留) 출신으로 성이 관(關)이였다고 기록되어있는 사서도 존재한다. 젊어서부터 방랑벽이 있어 발이 닿는대로 떠돌아다니며 수양을 했는데, 인품과 덕망이 높았다. 스물 다섯에 출가하였으며 여항산(餘杭山)에서 도를 닦고 깨우침을 얻었다. 53세에 회계군에서 세상을 떠났다. 왕희지가 그를 평가하기를 '마음과 몸가짐이 밝고 맑으며, 정신과 기품이 준수하고 산뜻하다'라고 하였다.

## 참고
1. ↑  지둔별전(支遁別傳)
2. ↑  고일사문전(高逸沙門前)